# Alex Laferriere
Pour les articles homonymes, voir Laferriere.
Alex Laferriere (né le 28 octobre 2001 à Chatham, État du New Jersey) est un joueur professionnel américain de hockey sur glace. Il évolue au poste d'attaquant.

## Biographie

### Carrière en club
Laferriere commence sa carrière junior avec les Buccaneers de Des Moines dans l'USHL en 2018-2019. Il est choisi au 3e tour, en 83e position par les Kings de Los Angeles lors du repêchage d'entrée dans la LNH 2020. De 2021 à 2023, il poursuit un cursus universitaire à l'Université Harvard. Il évolue deux saisons avec le Crimson d'Harvard dans le championnat NCAA. Il passe professionnel en 2023 avec le Reign d'Ontario, club-école des Kings dans la Ligue américaine de hockey. Le 11 octobre 2023, il joue son premier match dans la Ligue nationale de hockey avec les Kings de Los Angeles face à l'Avalanche du Colorado. Le 21 octobre 2023, il marque son premier but dans la LNH face aux Bruins de Boston.

### Carrière internationale
Il représente les États-Unis en sélections jeunes.

## Trophées et honneurs personnels
- ECAC :
  - 2021-2022 : nommé dans l'équipe des recrues.
  - 2021-2022 : nommé recrue de la saison.
  - 2021-2022 : nommé dans la troisième équipe des étoiles.
  - 2022-2023 : nommé dans la deuxième équipe des étoiles.

## Statistiques
| Saison    | Équipe                   | Ligue |    | Saison régulière | Saison régulière | Saison régulière | Saison régulière | Saison régulière |   | Séries éliminatoires | Séries éliminatoires | Séries éliminatoires | Séries éliminatoires | Séries éliminatoires |
| Saison    | Équipe                   | Ligue | PJ | B                | A                | Pts              | Pun              | PJ               | B | A                    | Pts                  | Pun                  |                      |                      |
| 2018-2019 | Buccaneers de Des Moines | USHL  | 12 | 0                | 0                | 0                | 0                | -                | - | -                    | -                    | -                    |                      |                      |
| 2019-2020 | Buccaneers de Des Moines | USHL  | 42 | 19               | 26               | 45               | 42               | -                | - | -                    | -                    | -                    |                      |                      |
| 2020-2021 | Buccaneers de Des Moines | USHL  | 49 | 26               | 24               | 50               | 59               | -                | - | -                    | -                    | -                    |                      |                      |
| 2021-2022 | Crimson d'Harvard        | ECAC  | 35 | 14               | 17               | 31               | 12               | -                | - | -                    | -                    | -                    |                      |                      |
| 2022-2023 | Crimson d'Harvard        | ECAC  | 34 | 21               | 21               | 42               | 20               | -                | - | -                    | -                    | -                    |                      |                      |
| 2022-2023 | Reign d'Ontario          | LAH   | 4  | 1                | 0                | 1                | 0                | -                | - | -                    | -                    | -                    |                      |                      |
| 2023-2024 | Kings de Los Angeles     | LNH   | 81 | 12               | 11               | 23               | 46               | 5                | 1 | 1                    | 2                    | 0                    |                      |                      |